# Burt Bacharach
Burt Bacharach   (Kansas City, 12 de maig de 1928 - Los Angeles, 8 de febrer de 2023) fou un compositor, pianista, productor discogràfic i cantant que va compondre centenars de cançons pop des de finals dels anys 1950 fins a la dècada del 1980, moltes en col·laboració amb el lletrista Hal David. Les cançons de Bacharach han estat enregistrades per més de 1.000 artistes diferents.
És considerat un dels compositors més importants de la música popular del segle xx. El 2015, la revista Rolling Stone va classificar Bacharach i David en el número 32 de la seva llista dels "100 millors compositors de cançons de tots els temps".
Va néixer Kansas City, en el si d'una família jueva; era fill d'Irma M. Freeman i de Mark Bertram "Bert" Bacharach, un conegut columnista del diari sindical. Quan era petit, es traslladaren a Kew Gardens (Queens), a Nova York.
Gràcies al seu talent, aconseguí beques que li permeteren accedir a bons conservatoris, on va rebre lliçons de compositors com Darius Milhaud o Bohuslav Martinů. Després de complir el servei militar en una banda de música, començà la seva carrera artística treballant com a pianista, i arranjador i director musical de Marlene Dietrich.

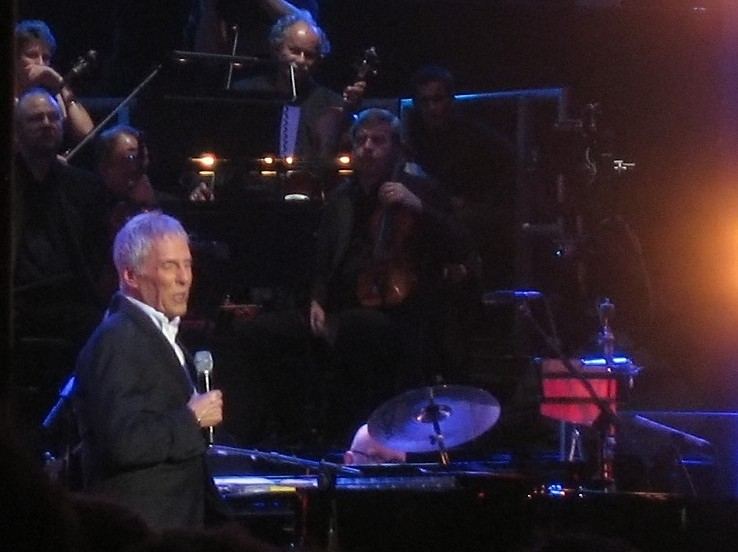
Burt Bacharach el 2008

## Biografia
Bacharach va néixer a Kansas City i va créixer al barri de Queens de Nova York. El seu pare, Mark Bertram "Bert" Bacharach, va ser un periodista escrit d'èxit i la seva mare, Irma, de soltera Freeman, va pintar i compondre cançons com a amateur. Ella fa que Burt doni classes de piano. La família és jueva, però no practicant. «Els nens que vaig conèixer eren catòlics» va dir. «Jo era jueu, però no volia que ningú ho sabés.» Després de l'escola secundària a Forest Hills High School (New York) que va completar el 1946, va ingressar a la New School for Social Research de Nova York on va prendre lliçons de Darius Milhaud, després a la Mannes School of Music de Nova York on va prendre lliçons de Bohuslav Martinů, finalment va ser acceptat a la Universitat McGill a Mont-real  on va obtenir una Bachelor of Music (llicència).
Marlene Dietrich va contractar Bacharach com a arranjador musical a mitjans dels anys cinquanta; junts posen en escena un número teatral i un ambiciós espectacle d'una dona. Els arranjaments de Bacharach s'adapten millor al registre de contralt de Dietrich; amb el que anomena durant el seu espectacle "el meu director", l'estrella va gravar quatre àlbums i diversos senzills entre 1957 i 1964 (Què se n'ha fet, d'aquelles flors? adaptada en francès per René Rouzaud i Francis Lemarque), Bitte geh nicht fort, portada de Ne me quitte pas de Jacques Brel, Blowin' in the Wind, portada de Bob Dylan).
Des de Gene Pitney fins a Trijntje Oosterhuis, Tom Jones, Aretha Franklin, BJ Thomas, Dusty Springfield, Carpenters, Barbra Streisand, Isaac Hayes, Sacha Distel, Claude François, The Isley Brothers, The Stranglers i Diana Krall, tots han cantat amb Bacharach.
La intèrpret emblemàtica del tàndem és Dionne Warwick, el nom de la qual està molt relacionat amb el repertori i en particular amb l’èxit Walk On By.
També se sap que Burt Bacharach va col·laborar amb altres autors com Elvis Costello.
El seu nom està associat al cinema, ja que va compondre partitures de pel·lícules (What's New, Pussycat ?, 1965; La guineu s'escapa a les tres, 1966; Casino Royale, 1967; Butch Cassidy and the Sundance Kid, 1969).
Va guanyar el Polar Music Prize l'any 2001.
El 2008, va ser un dels crítics més vocals del candidat a la presidència dels Estats Units John McCain.

### Vida familiar i privada
Burt Bacharach es va casar quatre vegades:
- amb Paula Stewart des del 22 de desembre de 1953 fins a l'any 1958;
- amb Angie Dickinson de 1965 a 1981. Va tenir Nikki amb ella el 1966;
- amb Carole Bayer Sager de 1982 a 1991. Van adoptar un fill, Christopher;
- amb Jane Hansen des de 1993. Va tenir dos fills amb ella, Oliver i Raleigh.

De la seva unió amb Angie Dickinson va néixer la seva filla, Léa Nikki l'any 1966, coneguda com a Nikki. El seu naixement tres mesos abans va provocar problemes de salut crònics (va passar els primers tres mesos de la seva vida en una incubadora), inclosa la discapacitat visual. Més tard se li va diagnosticar la síndrome d'Asperger. Burt li va escriure la cançó Nikki. Angie va rebutjar diversos papers per centrar-se en la seva filla. Finalment, Nikki va ser portada al Wilson Center, un centre de tractament psiquiàtric per a adolescents situat a Faribault, Minnesota.
S'hi va quedar nou anys. Posteriorment, Nikki va estudiar geologia a la Universitat Luterana de Califòrnia, però la seva mala visió li va impedir seguir una carrera en aquest camp. El 4 de gener de 2007, es va suïcidar al seu apartament de Thousand Oaks, un suburbi de Los Angeles, utilitzant una bossa de plàstic i heli. Tenia 40 anys.

## Alguns treballs gravats
- Walk On By
- Dietrich in Rio
- Reach Out
- Make it Easy on Yourself
- Painted from Memory (amb Elvis Costello 1998)
- Isley Meets Bacharach (amb Ronald Isley 2003)

## Èxits
- Baby, It's You (The Shirelles, 1962)
- The Man Who Shot Liberty Valance (Gene Pitney, 1962, extret del film homònim ⁰)
- Don't Make Me Over (Dionne Warwick, 1962)
- Make it Easy On Yourself (Jerry Butler, 1962)
- Twenty-Four Hours From Tulsa (Gene Pitney, 1963)
- Blue on Blue (Bobby Vinton, 1963)
- Anyone Who Had a Heart (Dionne Warwick, 1963)
- Wives and Lovers (Jack Jones, 1963)
- Walk On By (Dionne Warwick, 1964)
- Wishin' and Hopin' (Dusty Springfield, 1964)
- (There's) Always Something There to Remind Me (Sandie Shaw, 1964, després Naked Eyes, 1982)

- A House is Not a Home (Dionne Warwick, 1964)
- What the World Needs Now Is Love (Jackie DeShannon 1965)
- What's New Pussycat? (Tom Jones 1965, extret del film homònim)

Aquesta cançó va ser nominada a l'Oscar de cinema l'any 1965.
- Alfie (Cilla Black, 1966, de la pel·lícula homònima)

Aquesta cançó va ser nominada a l'Oscar de cinema el 1966 i li va valer un premi Grammy el 1967.
- This Guy's is Love Eith Yout (Herb Alpert &amp; the Tijuana Brass 1967)
- I Say a Little Prayer For You (Dionne Warwick, 1966)
- The Look of Love (Dusty Springfield 1967 de la pel·lícula Casino Royale)

Aquesta cançó va ser nominada a l'Oscar a la millor cançó original.
- Do You Know the Way to San José (Dionne Warwick, 1968, després Frankie Goes To Hollywood el 1984)
- Promises, promises (Jill O'Hara, 1968 i Dionne Warwick, 1968)

La banda sonora de Broadway li va fer guanyar un Grammy el 1969.
- Raindrops Keep Fallin' on My Head (BJ Thomas 1969, de la pel·lícula Butch Cassidy and the Sundance Kid)

Aquesta cançó va guanyar l'Oscar a la cançó original el 1969. Bacharach també va guanyar l'Oscar al cinema i el Grammy per la partitura original de la pel·lícula.
- I'll Never Fall in Love Again (Dionne Warwick 1969, del musical Promises, Promises)
- (They Long to Be) Close to You (The Carpenters 1970)
- One Less Bell to Answer (The 5th Dimension 1970)
- You'll Never Get to Heaven (The Stylistics 1973)
- Arthur's Theme (Best That You Can Do) (Christopher Cross, 1981, de la pel·lícula Arthur)

Aquesta cançó va guanyar l'Oscar del cinema per a la cançó original el 1981.
- On My Own (Patti LaBelle i Michael McDonald (1986)
- That's What Friends Are For (1982)

Aquesta cançó va ser composta originalment per a la pel·lícula Torn de nit i a la banda sonora, va ser cantada per Rod Stewart. El 1986, una versió d'homenatge cantada per Dionne Warwick, Stevie Wonder, Gladys Knight i Elton John es va convertir en un gran èxit, recaptant milions de dòlars per a organitzacions benèfiques de la sida. A més, la cançó va guanyar un Grammy a la cançó de l'any.

## Discografia

### Àlbums
- Hitmaker! Burt Bacharach Plats His Hits (1965)
- What's New Pussycat? (Banda sonora de pel·lícula) (1965)
- After the Fox (banda sonora de la pel·lícula) (1966)
- Reach Out (1967)
- Casino Royale (banda sonora de la pel·lícula) (1967)
- On The Flip Side (banda sonora de televisió) (1967)
- Make it Easy on Yourself (1969)
- Butch Cassidy and the Sundance Kid (banda sonora de la pel·lícula) (1969)
- Promises, promises[20] (Enregistrament original de Broadway Cast) (1969)
- Burt Bacharach (1971)
- Horitzons perduts (banda sonora de la pel·lícula) (1973)
- Burt Bacharach en concert (1974)
- Lísing Together (1974)
- Futures (1977)
- Woman (1979)
- Arthur, el solter d'or (banda sonora de la pel·lícula) (1981)
- Torn de nit (banda sonora de la pel·lícula) (1982)
- Arthur 2: On the Rocks (banda sonora de la pel·lícula) (1988)
- One Amazing Night (1998)
- Painted from Memory amb Elvis Costello (1998)
- The Look of Love: The Burt Bacharach Collection [2-Disc Compilation] (2001)
- Motown Salutes Bacharach [Compilació] (2002)
- Isley Meets Bacharach: Here I AmThe Isley Brothers (2003)
- Blue Note Plays Burt Bacharach [Compilació] (2004)
- At This Time (2005)
- Colour Collection [Recopilació] (2007)
- Marlene Dietrich with Burt Bacharach Orchestra (2007)
- Burt Bacharach: Live at the Sydney Opera House with the Sydney Symphony Orchestra (en directe) (2008)
- The Music of Burt Bacharach /What the world needs now per la Royal Philharmonic Orchestra + vocals solistes (2012)

## Aparicions
- Burt Bacharach és l'ídol d'Austin Powers, l'espia descarat de la pel·lícula del mateix nom. Fins i tot s'interpreta ell mateix en una escena amb Elvis Costello.
- També podem veure a Burt Bacharach a la portada del disc Definitely Maybe del famós grup anglès Oasis.
- Burt Bacharach es va interpretar a si mateix a l'episodi 24 de la temporada 3 de la sèrie A nanny from hell.
- Burt Bacharach es va interpretar a si mateix a l'episodi 8 de la temporada 4 de la sèrie Nip/Tuck.

## Influències
- Jimmy Webb va reconèixer la influència de Bacharach en el seu treball[21] igual que Laura Nyro[22] i Mark Hollis.[23]
- La pista número 8 de l'àlbum Heavy Traffic de Status Quo es diu Diggin' Burt Bacharach.
- A la portada del disc Definitely Maybe de la banda Oasis, hi ha un marc amb una imatge de Bacharach a l'esquerra, recolzada en un sofà. Noel Gallagher també ha citat Bacharach com una de les seves influències. Gallagher va cobrir un duet en directe amb Burt, This Guy's in Love With You.[24] Gallagher ha admès haver fet versions d'elements d'aquesta cançó mentre componia Half the World Away.[25]
- Leonid Soybelman va fer un àlbum anomenat Much Ado About Burt Bacharach's Walk On By.
- Swing Out Sister cita Bacharach com una influència important.[26]
- Saint Etienne va ser molt influenciat pel seu toc de piano.[27]
- Brian Wilson cita Bacharach com una influència important en els seus escrits.[28]
- Els Super Furry Animals diuen que estan influenciats pel so de Burt Bacharach.[29]
- Bill Cunliffe cita la música de Bacharach, que considera "orientada al jazz", com una important influència primerenca.[30]
- Rivers Cuomo cita Bacharach a la lletra de la cançó Do you wanna get high? a l'àlbum Weezer White.